# ニック・ヘイズ
ニック・ヘイズ（Nick Hayes, 1960年1月9日 - ）は、イギリス・コヴェントリー出身のF1エンジンデザイナー。

## 人物
英国自動車産業の中心地、ジャガーの本拠地であるコベントリーで生まれ、シルバーストン・サーキットでのレース観戦後、レースカーのデザイナーになりたいと決心した。
マンチェスターのサルフォード大学で機械工学の学位を取得。最終年、権威ある機械技術者協会のデザイン賞を受賞した。
在学中からミック・ヒルのメカニックとしてスポーツに携わるが、彼の学生生活は、世界最大のジェットエンジンメーカーの1つであるロールス・ロイス・エアロ・エンジン社の支援を受けたもので、インターンシップで働く仕事を得ていた。国有化・倒産と紆余曲折を経てきてはいるが、場所こそ違え、この会社のルーツにはロビン・ハードやゴードン・コパックの務めた職場をも含まれ、同社は高級車会社と名前を共有していたが、2つの会社は1971年以来無関係であったため、1984年、ノーサンプトンのコスワース・エンジニアリング社に応募し、採用を受けて、トラックサイドサポートやR&Dから仕事をスタートさせた。あるいは、マンチェスターで通った職場とフォードとの間の戦前からの深い関係がコスワースへの方向付けに関与していたのかもしれない。
当時、コスワースはDFVエンジンとその派生製品で何年にもわたって成功を収めた後、フォーミュラ1への関与を再評価する過程にあった。
フォード・モーターは、コスワースが設計したV6ターボエンジンに資金提供する決定をしたが、残念ながらエンジンの完成が間に合わず、FIAがF1レギュレーションの変更を決めたため、新たに自然吸気V8の計画が立てられ、1987年から1990年までの3年契約がベネトンとの間に締結された。
コスワース・エンジニアリングのチーフ・デザイナー、ジェフ・ゴダード指揮下で、ミハエル・シューマッハが 1994年にF1世界選手権で優勝したHBに至る一連の異なるV8エンジンに取り組んだ。
これに続き、V12エンジンの研究、V8 Zetec-R、V10 Zetec-Rと、コスワースエンジンの設計チームの責任者を務め、ニール・レスラーフォード副社長の指揮下で会社がフォードの所有になりコスワース・レーシング(Cosworth Racing)と名前を替えた翌年の1999年、スチュワートのジョニー・ハーバートのドライブでコスワース・CR01エンジンは第14戦ヨーロッパGPを制した。
ジャガーの時代は、エンジニアリング担当のマネージングディレクターとして、さらに進化したエンジンを手掛けて、ロブ・ホワイトに設計チームを任せて、CR04を仕上げた。
その後、ニックはNASCARのリチャード・チャイルドレス・レーシングで働くために米国に移るが、現在は独立した設計およびエンジニアリングコンサルタントとして働いている。